# Exetastes brevicornis
Exetastes brevicornis là một loài tò vò trong họ Ichneumonidae.